# Thomas Percy (bisschop van Dromore)

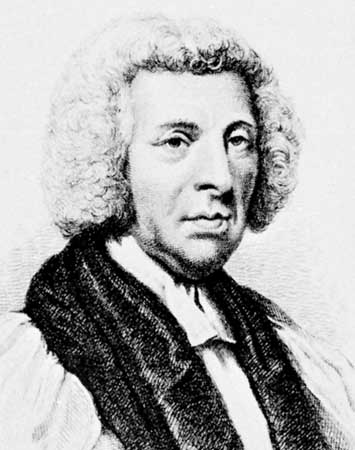
Thomas Percy

Thomas Percy (Bridgnorth, 13 april 1729 - Dromore, 30 september 1811) was een Engels bisschop, dichter en antiquaar. Zijn naam is verbonden aan het in 1765 verschenen Reliques of Ancient English Poetry, een verzameling van oude liederen en balladen. Dit werk zou van grote invloed zijn op de latere stroming van de romantiek in Engeland. Hij staat ook bekend als 'Bishop Percy'.
Thomas Percy werd geboren als zoon van een winkelier in Shropshire. Hij bezocht het plaatselijke gymnasium in Bridgnorth en het Christ Church college van de Universiteit van Oxford. Na zijn wijding als geestelijke werd hij dominee van Easton Mandit, Northamptonshire, en vervolgens kapelaan van koning George III en van de hertog van Northumberland. In 1778 werd hij deken van Carlisle en in 1782 volgde zijn benoeming tot bisschop van Dromore in Ierland. Kennelijk had hij naast deze werkzaamheden tijd genoeg om zich met zijn hobby's bezig te houden, waaronder het verzamelen van oude, ook buitenlandse, literaire werken. 
In 1761 verscheen Hau Kiou Choaan, or The Pleasing History, een vertaling van een Chinees werk naar een Portugees manuscript en de eerste Chinese roman die in het Engels werd uitgebracht.
Rond dezelfde tijd werd Ossian van James Macpherson gepubliceerd. Het succes daarvan stimuleerde Percy tot de uitgave van Five Pieces of Runic Poetry Translated from the Islandic Language (1763). 
Percy was bevriend met Samuel Johnson en James Boswell. Johnson moedigde Percy aan zich wat meer te richten op de Engelse poëzie. Hij maakte hierbij gebruik van de Percy Folio, een uit de 17e eeuw daterend manuscript dat had toebehoord aan Humphrey Pitt uit Shropshire. Dit losbladige manuscript was, kennelijk uit onbegrip voor het belang van de teksten, ernstig mishandeld. Pagina's ervan waren gebruikt om de open haard aan te steken en de door Percy ingehuurde boekbinder sneed de pagina's zodanig bij, dat complete tekstregels verdwenen. Zelf ging hij overigens ook niet erg zorgvuldig om met de papieren. Hij scheurde er pagina's uit en schreef er aantekeningen in. Het handschrift bevatte verschillende soorten werk, waaronder een uit de 14e eeuw daterend allegorisch gedicht, 'Life and Death'. Ondanks alles wordt het manuscript, naast handschriften als het Exeter Book en de manuscripten van Beowulf, beschouwd als een van de belangrijkste in de Engelse literatuur. Het wordt bewaard in de British Library.
Percy gebruikte hieruit vooral de ballades, die hij ook bewerkte, en ging daarnaast op zoek naar verzen uit met name de Schotse grensstreek. In 1765 verscheen de verzameling onder de titel  Reliques of Ancient English Poetry. Het werk werd een groot succes en leidde tot een hernieuwde belangstelling voor de ballade en andere oude lyrische versvormen, die in de Romantiek in het begin van de 19e eeuw tot grote bloei kwamen.